# Felipe Morandé
Felipe Guillermo Morandé Lavín (Santiago, 15 de mayo de 1955) es un economista, académico, investigador y consultor chileno, ministro de Estado durante el primer año de Gobierno del presidente Sebastián Piñera. Entre junio de 2018 y marzo de 2022 se desempeñó como embajador de Chile ante la Organización para la Cooperación y el Desarrollo Económicos (OCDE).

## Biografía

### Primeros años y estudios
Sexto de siete hermanos, nació en una familia en la que el padre era democratacristiano y la madre de derecha. Él mismo siendo joven se sintió cercano a la DC, pese a compartir las reformas económicas implementadas por la dictadura militar del general Augusto Pinochet (1973-1990).
Cursó sus estudios, entre quinto básico y cuarto medio, en el Colegio Notre Dame de la capital. Más tarde, en 1977, obtendría el título de ingeniero comercial por la Pontificia Universidad Católica, y luego, en 1978, el grado de magíster en economía en la misma casa de estudios. En 1979 viajó a los Estados Unidos, donde consiguió un máster (1981) y un doctorado (1983) en economía en la Universidad de Minnesota.

## Trayectoria profesional
Comenzó su vida profesional siendo muy joven en Cieplan y el Banco Central de su país, donde laboró como asistente en diversas investigaciones. Entre 1978 y 1979, en tanto, trabajó en el departamento de estudios del Banco Hipotecario de Chile. Su especialización estuvo en áreas como la macroeconomía, la economía monetaria, la economía internacional, la econometría y la organización industrial.
Su vida académica la inició en el Departamento de Economía de la Universidad de Minnesota (1979-1982), desde donde pasó a la Universidad de Houston (1982-1986), siempre en los Estados Unidos.
Más tarde, ya en Chile, trabajó enseñando en la Universidad de Santiago y en el programa Ilades/Georgetown, del que llegó a ser director entre 1990 y 1996. En esta institución dirigió hasta febrero de 1997 el Trabajo de Asesoría Económica al Congreso Nacional (Tasc), del cual fue su fundador en 1990.
Entre marzo de 1997 y diciembre de 2001 fue director de estudios y economista jefe del Banco Central de Chile. Entre abril de 2002 y julio de 2006, en tanto, se desempeñó como gerente de estudios de la Cámara Chilena de la Construcción.
Ha sido consultor del Banco Mundial, el Fondo Monetario Internacional, el Banco Interamericano de Desarrollo, la AID, IDRC (Canadá), la Cepal, el Banco Central de Reserva del Perú, el Ministerio de Salud de Chile, la Conama, el Ministerio de Hacienda de Chile, el Ciedla de Buenos Aires, el Gobierno de Bolivia (Udape), la Economic Planning Agency de Japón, WIDER (Helsinki), el Ministerio de Obras Públicas de Chile y otras instituciones públicas y privadas.
Hasta 2010 fue decano de la Facultad de Economía y Negocios de la Universidad de Chile, donde además fue profesor titular hasta comienzos de 2011.
Fue macrocoordinador y coordinador de la Comisión Infraestructura del llamado grupo Tantauco, que asesoraba la candidatura de Piñera, de quien había sido alumno en la universidad.

## Trayectoria política
En febrero de 2010 fue nominado para el cargo de ministro por este último, asumiendo el 11 de marzo. Dejó la secretaría de Estado en el marco del primer ajuste ministerial aplicado por el mandatario a comienzos de 2011. En 2012 asumió como decano de la Facultad de Ciencias Económicas y Empresariales de la Universidad Mayor.
Ese mismo año se integró al consejo directivo programático del precandidato de Renovación Nacional (RN) a la Presidencia de la República, Andrés Allamand. Tras la derrota de éste en la primaria oficialista de mayo de 2013, asumió como jefe programático de Evelyn Matthei, quien reemplazó al ganador de la contienda interna, Pablo Longueira.
A comienzos de ese ejercicio había sido llamado por el ministro de Hacienda, Felipe Larraín, para integrar el consejo asesor de política fiscal.

## Otros trabajos y vida personal
Además de su trabajo como economista y académico, se ha desempeñado como columnista regular del diario El Mercurio (2002-2010) y de la revista Poder y Negocios (2008-2010), y entre agosto y diciembre de 2008 como panelista del programa de Chilevisión Tolerancia Cero, en reemplazo de Sergio Melnick.
Está casado en segundas nupcias con la periodista y socia de ZETA Comunicaciones Carola Zúñiga.
El 14 de octubre de 2024, sale un artículo en el diario francés Liberation donde se acusa a Felipe Morandé y su familia de haber explotado a su asesora del hogar, durante su mandato en París. La denuncia por "trata de seres humanos" esta vigente. La pareja esta protegida por inmunidad diplomática.

## Nota
1. ↑  Según ha dicho, votó por la opción No en el Plebiscito de 1988 y por Eduardo Frei Ruiz-Tagle en las elecciones presidenciales de 1993. Por Patricio Aylwin no pudo hacerlo en 1989 debido a su estadía en el extranjero.